# هول (ماساتشوستس)
هول (بالإنجليزية: Hull, Massachusetts)‏ هي بلدة أمريكية تقع في الولايات المتحدة في Plymouth County. يقدر عدد سكانها بـ 10,293 نسمة ومساحتها 69.6 كم2 ووترتفع عن سطح البحر 15 متر.